# پرواز پرندگان

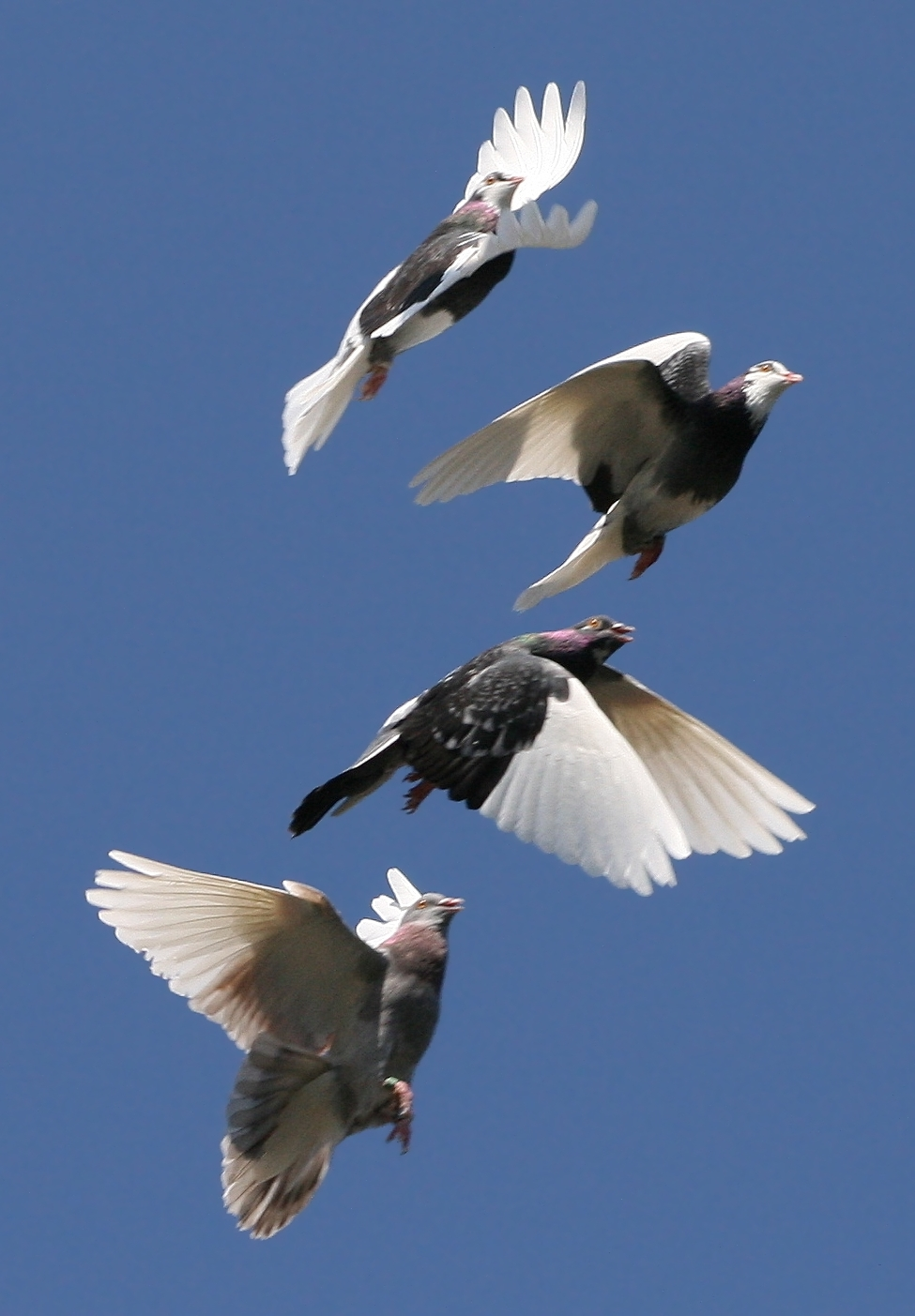
دسته‌ای از کبوتران اهلی که هر کدام در مرحلهٔ متفاوتی از بال‌زدن خود هستند.

پرواز پرنده (به انگلیسی: Bird flight)، حالت آغازین حرکتی با استفاده از بالهاست که بیشتر گونه‌های پرندگان آن را به کار می‌گیرند و به کمک آن در هوا برمی‌خیزند و پرواز می‌کنند. پرواز به پرندگان در تغذیه، تولیدمثل، دوری از شکارچیان و کوچ و مهاجرت، کمک می‌کند.
پرواز پرنده یکی از پیچیده‌ترین شکل‌های جابجایی در قلمرو جانوران است. هر جنبه از این نوع حرکت، از جمله شناور شدن، برخاستن، شناور شدن و حفظ تعادل و کنترل پرواز، مسیریابی و فرود آمدن، دربر گیرندهٔ بسیاری از حرکت‌های پیچیده‌است. همان‌طور که گونه‌های مختلف پرندگان در طول میلیون‌ها سال از طریق تکامل و یادگیری برای خو گرفتن با محیط‌های خاص، طعمهٔ‌شکارچیان و دیگر نیازها سازگار شدند، آنها تخصص‌هایی را در استفاده از بال‌های خود ایجاد کردند و به شکل‌های مختلفی از مهارت در پرواز دست یافتند.
نظریه‌های گوناگونی در بارهٔ چگونگی تکامل پرواز پرندگان وجود دارد، از جمله پرواز از طریق سقوط یا سُر خوردن (فرضیه از درختان به پایین)، از دویدن یا جهش (فرضیه از زمین به بالا)، از دویدن شیب به کمک بال یا رفتار proavis (تند بال زدن).

## سازوکار پایه‌ای برای پرواز پرندگان

### بالا رفتن و کشیدن
اصول پرواز هواپیماهاشبیه به پرندگان  است که در آن نیروهای آیرودینامیکی که پرواز را حفظ می‌کنند، بالا می‌روند و می‌کشند. نیروی بالابر با عمل جریان هوا روی بال که یک ایرفویل است تولید می‌شود. شکل ایرفویل به گونه‌ای است که هوا نیروی خالص رو به بالا را روی بال ایجاد می‌کند، در حالی که حرکت هوا به سمت پایین هدایت می‌شود. بالا بردن توری اضافی ممکن است از جریان هوا در اطراف بدن پرنده در برخی از گونه‌ها، به ویژه در طول پرواز متناوب در حالی که بال‌ها تاشده یا نیمه‌تاشده هستند، ایجاد شود.
کشش آیرودینامیکی نیرویی مخالف جهت حرکت است و از این رو منبع اتلاف انرژی در پرواز است. نیروی پسا را می‌توان به دو بخش تقسیم کرد، کشش ناشی از بالا رفتن، که هزینه ذاتی بالابری تولیدشده از بال است (این انرژی در درجه اول به گرداب‌های نوک بال ختم می‌شود)، و کشش انگلی، از جمله کشش اصطکاک پوست از اصطکاک هوا و سطوح بدن و شکل کشیدن از ناحیه جلویی پرنده. روان شدن بدن و بال‌های پرنده این نیروها را کاهش می‌دهد.

## پرواز
پرندگان عمدتاً از سه نوع پرواز استفاده می‌کنند که با حرکت بال مشخص می‌شود.
- پرواز هواسُر رفتن (Gliding)
- پرواز با بال‌زدن (Flapping)
- پرواز موجی (Bounding)
- درجا بال‌زنی (Hovering)
- برخاستن و فرود (Take-off and landing)

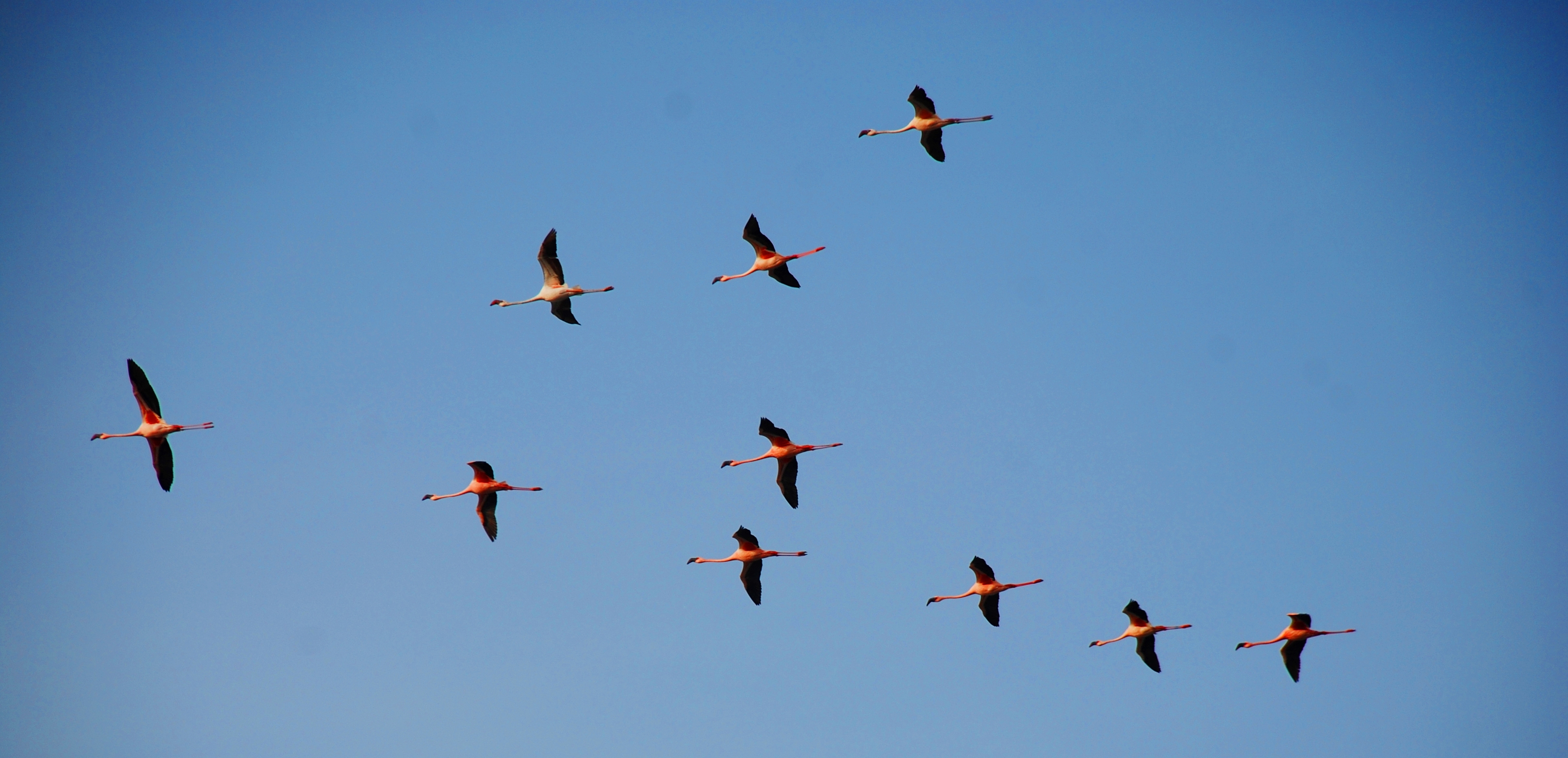
فلامینگوهای کوچک که در حال شکل‌گیری پرواز می‌کنند.

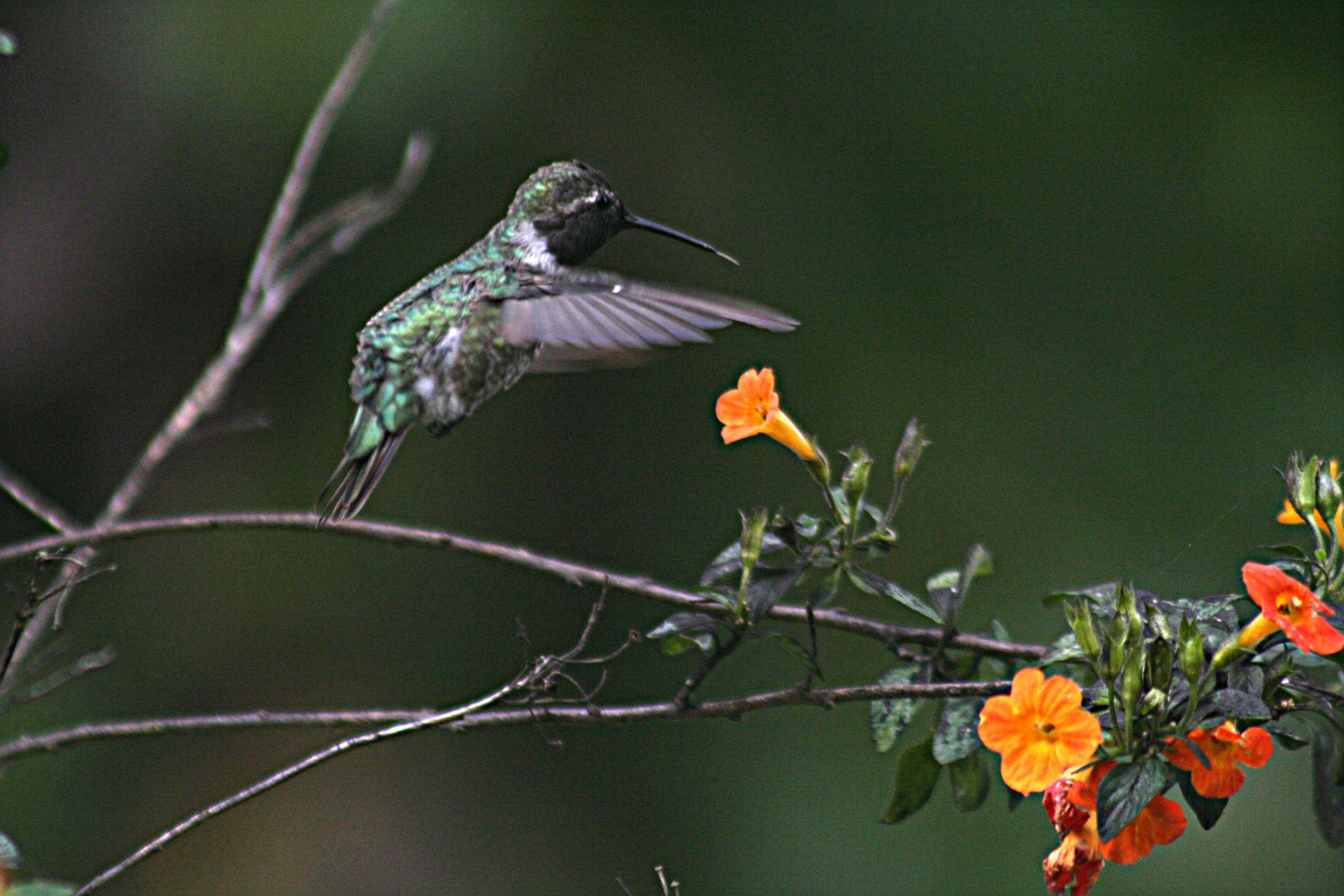
مرغ مگس گردن‌یاقوتی می‌تواند ۵۲ بار در ثانیه بال بزند.

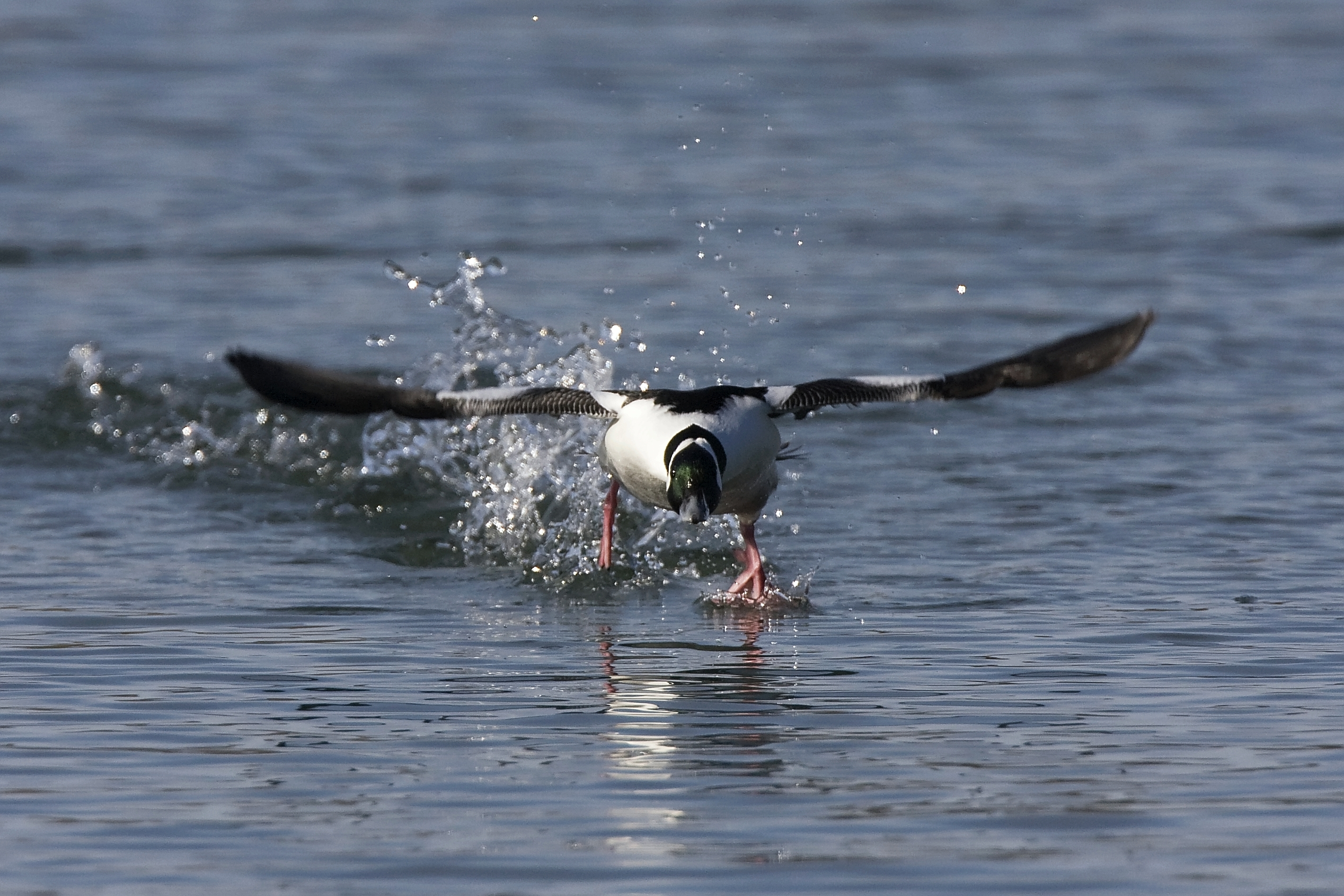
یک اردک سرپف نر هنگام بلند شدن از روی آب می‌دود.

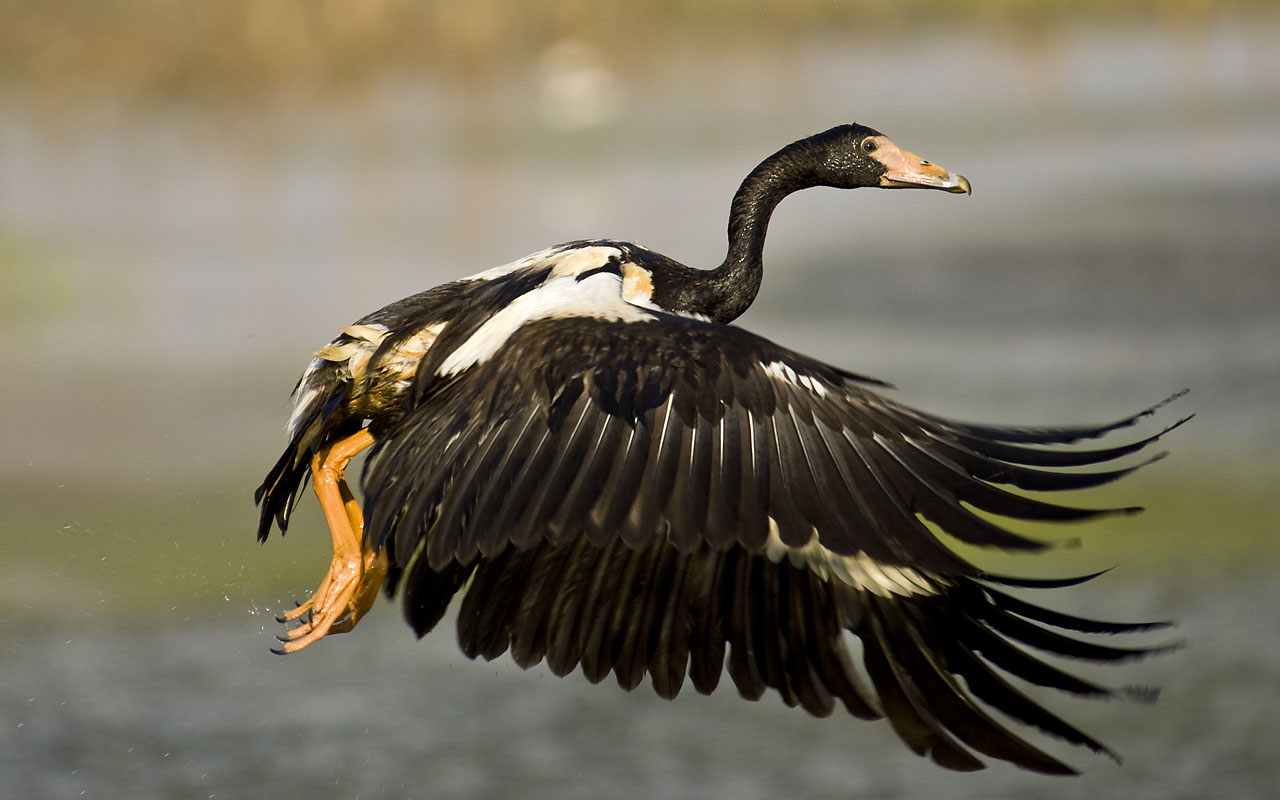
یک غاز زاغی که بلند می‌شود.

## بال

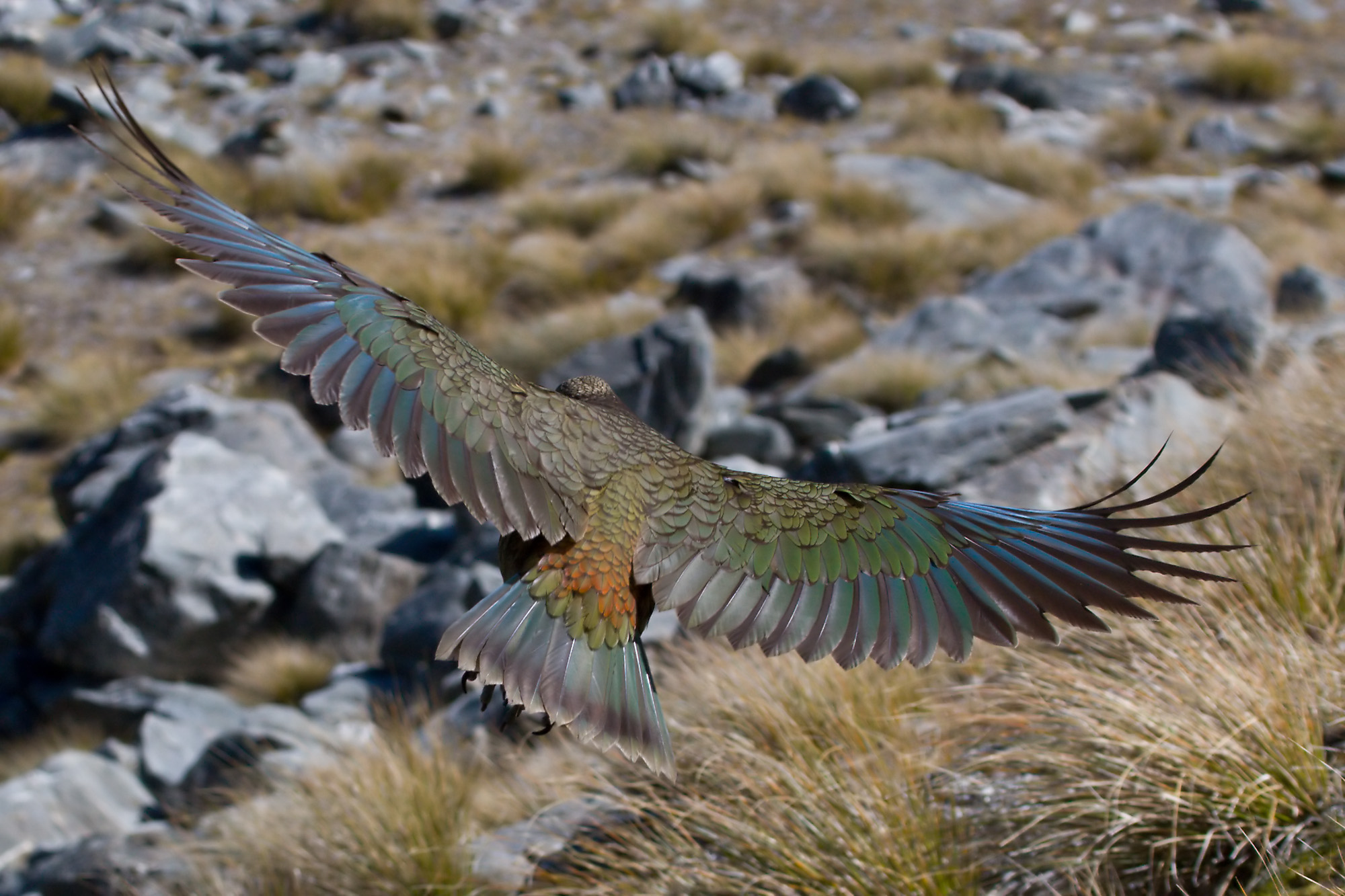
یک کیا در حال پرواز

اندامهای جلویی پرنده (بالها) کلید پرواز هستند. هر بال دارای یک پره مرکزی برای برخورد با باد است که از سه استخوان اندام، استخوان بازو، زند زیرین و زند زبرین تشکیل شده‌است. دست، یا مأنوس، که اجداد آن از پنج انگشت تشکیل شده بود، به سه انگشت کاهش می‌یابد (رقم II, III و IV یا I, II, III بسته به طرحی که دنبال می‌شود)، که به عنوان لنگر برای انتخاب مقدماتی عمل می‌کند. یکی از دو گروه پرهای پروازی که مسئول شکل ایرفویل بال هستند. مجموعه دیگری از پرهای پرواز، در پشت مفصل مچ دست روی زند زیرین، شاهپرهای ثانویه نامیده می‌شوند. پرهای باقیمانده روی بال به عنوان پوشپر شناخته می‌شوند که سه مجموعه از آنها وجود دارد. بال گاهی دارای پنجه‌های باقی‌مانده‌است. در بیشتر گونه‌ها، این پنجه‌ها تا زمانی که پرنده بالغ می‌شود از بین می‌روند (مانند آنهایی که جوجه‌های هوتزین برای بالا رفتن فعال استفاده می‌کنند)، اما پنجه‌ها توسط پرنده مرغ دبی، فرادکش‌ها، شترمرغ‌ها، چندین باله‌پنجه و تعداد زیادی از آن‌ها تا بزرگسالی حفظ می‌شوند. برخی دیگر، به عنوان یک صفت محلی، در چند نمونه دیده می‌شود.
آلباتروس‌ها مکانیسم‌های قفل کننده‌ای در مفاصل بال دارند که فشار روی ماهیچه‌ها را در طول پرواز اوج‌گیر کاهش می‌دهد.
حتی در درون یک گونه، ریخت‌شناسی بال ممکن است متفاوت باشد. برای مثال، مشخص شده‌است که قمری‌ها اروپایی بالغ بال‌های بلندتر اما گردتری نسبت به جوان‌ها دارند - این نشان می‌دهد که ریخت‌شناسی بال‌های نوجوان اولین مهاجرت آن‌ها را تسهیل می‌کند، در حالی که انتخاب برای مانورپذیری پرواز بعد از نخستی پرریزی جوان‌ها مهم‌تر است.
پرندگان ماده‌ای که در طول تخمک‌گذاری در معرض شکارچیان قرار می‌گیرند، جوجه‌هایی تولید می‌کنند که بال‌هایشان سریع‌تر از جوجه‌های تولیدشده توسط ماده‌های بدون شکارچی رشد می‌کند. بال‌های آنها نیز بلندتر است. هر دو سازگاری ممکن است آنها را در پرهیز از شکارچیان پرندگان بهتر کند.

### شکل بال

انواع شکل بال

شکل بال در تعیین قابلیت پرواز پرنده مهم است. شکل‌های مختلف با معاوضه متفاوتی بین مزایایی مانند سرعت، مصرف کم انرژی و قدرت مانور مطابقت دارند. دو پارامتر مهم نسبت اندازه بال و بارگیری بال هستند. نسبت بال نسبت بازه بالبه میانگین وتر آن (یا مربع طول بال تقسیم بر مساحت بال) است. نسبت بال سبب بال‌های باریک بلند می‌شود که برای پرواز استقامتی مفید هستند، زیرا باعث افزایش بالارفتن می‌شوند. بارگیری بال نسبت وزن به مساحت بال است.
بیشتر انواع بال پرندگان را می‌توان به چهار نوع دسته‌بندی کرد که برخی از آنها بین دو نوع از این چهار نوع قرار می‌گیرند. این نوع بال‌ها بال‌های بیضوی، بال‌های با سرعت بالا، بال‌های با نسبت سطح ببیشتر و بال‌های با قابلیت بالابری بالا هستند.

#### بال‌های بیضی
از نظر فنی، بال‌های بیضی بال‌هایی هستند که بیضی‌شکل (یعنی بیضی یک چهارم) دارند که به صورت هماهنگ در نوک قرار می‌گیرند. مدل اولیه Supermarine Spitfire یک نمونه است. برخی از پرندگان دارای بال‌های بیضی مبهم هستند، از جمله بال آلباتروس با نسبت اندازه بالا. اگرچه این اصطلاح آسان است، اما ممکن است اشاره به مخروطی خمیده با شعاع نسبتاً کوچک در نوک‌ها دقیق‌تر باشد. بسیاری از پرندگان کوچک دارای نسبت اندازه کم با ویژگی بیضی (هنگامی که پخش می‌شوند)، امکان مانورهای فشرده را در فضاهای محدود مانند پوشش گیاهی انبوه فراهم می‌کند. به این ترتیب، آنها در شکارچیان جنگلی (مانند بازها Accipiter)، و بسیاری از گنجش‌سانان، به ویژه آنهایی که کوچنده نیستند (گونه‌های مهاجر بال‌های بلندتری دارند) رایج هستند. آنها همچنین در گونه‌هایی که از برخاستن سریع برای فرار از شکارچیان استفاده می‌کنند مانند قرقاول و کبک، رایج هستند.

#### بال‌های پُرسرعت
بال‌های با سرعت بالا، بال‌های کوتاه و نوک‌تیز هستند که وقتی با بارگذاری سنگین بال و ضربان سریع بال ترکیب می‌شوند، سرعت بالای پرانرژی را ایجاد می‌کنند. این نوع پرواز توسط پرنده‌ای با سریع‌ترین سرعت بال، شاهین بحری و همچنین بیشتر مرغابی‌ها استفاده می‌شود. پرندگانی که مهاجرت‌های طولانی انجام می‌دهند معمولاً دارای این نوع بال هستند. همان شکل بال توسط ماهی‌گیرک برای هدف‌ها متفاوتی استفاده می‌شود. ماهی‌گیرک‌ها از بال‌های خود برای «پرواز» در زیر آب بهره می‌گیرند.
شاهین بحری بالاترین سرعت ثبت‌شده شیرجه ۲۴۲ مایل بر ساعت (۳۸۹ کیلومتر بر ساعت) را دارد. سریع‌ترین پرواز مستقیم و نیرومند در دم‌سوزنی گلوسفید با ۱۰۵ مایل بر ساعت (۱۶۹ کیلومتر بر ساعت) است.

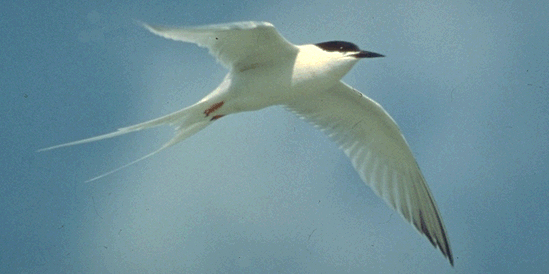
پرستودریایی گلگون از بارگیری بال کم و نسبت اندازه بالا برای رسیدن به پرواز با سرعت کم استفاده می‌کند.

#### بال‌های با نسبت اندازه بالا
بال‌های با نسبت اندازه بالا، که معمولاً بار بال کمی دارند و به مراتب طولانی‌تر از عرض آنها هستند، برای پرواز کندتر استفاده می‌شوند. این ممکن است به شکل تقریباً معلق در هوا (همان‌طور که توسط حشره‌ها، پرستودریایی‌ها، دلیجه‌ها و شبگردها استفاده می‌شود) یا در پروازهای اوج‌گیر و سرخوردن، به ویژه پروازهای دینامیکی که توسط پرندگان دریایی استفاده می‌شود، که از تغییر سرعت باد در ارتفاعات مختلف (چینش باد) در بالای امواج اقیانوس بهره می‌برد. برای ارائه پرواز بالا رفتن با سرعت کم برای پرندگانی که برای ماهی‌ها شیرجه می‌روند نیز مهم است.

#### بال‌های اوج‌گیری (Soaring) با شکاف‌های عمیق
این بال‌ها مورد پسند گونه‌های بزرگتر پرندگان خشکی مانند عقاب، کرکس، پلیکان و لک‌لک هستند. شکاف‌های انتهای بال‌ها، بین بال‌های اولیه، کشش القایی و گردابه‌های نوک بال را با «گرفتن» انرژی موجود در هوای جریان‌یافته از سطح بال پایین‌تر به بالا، کاهش می‌دهند، در حالی که اندازه کوتاه‌تر بال‌ها به برخاستن کمک می‌کند (بال‌های با نسبت اندازه بالا نیاز به برخاستن طولانی دارند تا بتوانند در هوا پرواز کنند).

## تشکیل پرواز هماهنگ
طیف گسترده‌ای از پرندگان با هم به صورت V شکل متقارن یا هماهنگ J شکل پرواز می‌کنند که به آن «پله‌ای» نیز گفته می‌شود، به ویژه در طول پرواز یا مهاجرت از راه دور. اغلب تصور می‌شود که پرندگان به منظور صرفه‌جویی در انرژی و بهبود کارایی آیرودینامیکی به این الگوی شکل‌گیری پرواز متوسل می‌شوند. پرندگانی که در نوک پیکان و جلوی دسته پرواز می‌کنند، موقعیت‌های خود را به صورت چرخه‌ای به موقعیت دیگر عوض می‌کنند تا خستگی پرواز به‌طور مساوی در بین اعضای گله پخش کنند.
نوک بال‌های پرنده پیشرو در یک پله یک جفت گرداب خطی در حال چرخش مخالف ایجاد می‌کند. گرداب‌هایی که به دنبال پرنده می‌آیند، قسمتی از زیر آن در پشت پرنده دارند و در عین حال دارای یک شستشوی بالایی در خارج هستند که به‌طور فرضی می‌تواند به پرواز پرنده دنباله‌رو کمک کند. در یک مطالعه در سال ۱۹۷۰، نویسندگان ادعا کردند که هر پرنده در یک ساختار V متشکل از ۲۵ عضو می‌تواند به کاهش کشش القایی دست یابد و در نتیجه برد خود را تا ۷۱ درصد افزایش دهد. همچنین پیشنهاد شده‌است که بال‌های پرندگان نیروی رانش القایی را در نوک خود ایجاد می‌کنند که امکان انحراف معکوس و شستشوی توری را در ربع آخر بال فراهم می‌کند. این به پرندگان اجازه می‌دهد تا بال‌های خود را روی هم بگذارند و از پرنده جلویی بالا رفتن نیوتنی به دست آورند.
مطالعات اکراس سرتاس شمالی نشان می‌دهد که پرندگان هنگام پرواز در موقعیت‌های V از لحاظ فضایی فاز بال زدن را هماهنگ می‌کنند و انسجام مسیر نوک بال را نشان می‌دهند، بنابراین آنها می‌توانند با حداکثر استفاده از انرژی موجود در بالا رفتن در کل چرخه بال زدن را داشته باشند. در مقابل، پرندگانی که در یک جریان بلافاصله پشت جریانی دیگر پرواز می‌کنند، در الگوی پرواز خود انسجام نوک بال ندارند و بال زدن آنها در مقایسه با پرندگانی که در الگوهای V پرواز می‌کنند، خارج از فاز است، برای پرهیز از اثر مخرب پایین‌روی به دلیل پرواز پرنده پیشرو.

## سازگاری برای پرواز

نمودار بال مرغ، نمای بالایک مرغ از بالا

مقدار زیاد انرژی مورد نیاز برای پرواز سبب تکامل یک سیستم ریوی یک طرفه شده‌است تا مقادیر زیادی از اکسیژن مورد نیاز برای تعداد بالای تنفس خود را فراهم کند. این سرعت متابولیک بالا، مقادیر زیادی رادیکال در سلول‌ها تولید می‌کند که می‌تواند به DNA آسیب برساند سبب تومور شود. با این حال، پرندگان از طول عمر کوتاه‌تر مورد انتظار رنج نمی‌برند، زیرا سلول‌های آنها سیستم آنتی‌اکسیدان کارآمدتری نسبت به دیگر جانوران پیدا کرده‌اند.

## سیر فرگشتی پرواز پرندگان
بیشتر دیرینه‌شناسان موافقند که پرندگان از دایناسورهای تروپود کوچک تکامل یافتهاند، اما خاستگاه پرواز پرندگان یکی از قدیمی‌ترین و داغ‌ترین بحث‌ها در دیرینه‌شناسی است. چهار فرضیه اصلی عبارتند از:
- از درختان به پایین، اجداد پرندگان ابتدا از درختان به پایین سر خوردند و سپس تغییرهای دیگری را به دست آوردند که امکان پرواز واقعی را فراهم کرد.
- از زمین، اجداد پرندگان، دایناسورهای شکارچی کوچک و سریعی بودند که در آنها پرها به دلایل دیگر رشد کردند و سپس تکامل بیشتری پیدا کردند تا ابتدا پرواز و سپس پرواز واقعی را فراهم کنند.
- دویدن از سطح شیب‌دار به کمک بال (WAIR)، نسخه‌ای از «از زمین به بالا» که در آن بال‌های پرندگان از تغییرها در اندام جلویی نشأت می‌گیرند که نیروی رو به پایین را فراهم می‌کردند و به پرندگان اولیه امکان می‌داد تا از شیب‌های بسیار تند مانند تنه درختان بالا بروند.
- Pouncing proavis، که فرض می‌کند پرواز با اصلاح تاکتیک‌های کمین درختی تکامل یافته‌است.
- از درختان به پایین
- از زمین به بالh
- دویدن از سطح شیب‌دار به کمک بال
- مدل قاپیدن پیشاپرنده (proavis)

## از دست دادن پرواز در پرندگان نوین
پرندگان از پرواز برای به دست آوردن طعمه با بال بال، برای غذایابی، رفت و آمد به محل‌های تغذیه و مهاجرت بین فصل‌ها مختلف استفاده می‌کنند. همچنین توسط برخی از گونه‌ها برای نمایش در طول فصل تولیدمثل و برای رسیدن به مکان‌های امن جدا شده برای لانه‌سازی استفاده می‌شود.
پرواز در پرندگان بزرگتر از نظر انرژی پرهزینه‌تر است و بسیاری از بزرگ‌ترین گونه‌ها تا حد امکان با پرواز و سر خوردن (بدون تکان دادن بال) پرواز می‌کنند. بسیاری از سازگاری‌های فیزیولوژیک تکامل یافته‌اند که پرواز را کارآمدتر می‌کند.
پرندگانی که در جزایر منزوی اقیانوسی که بدون شکارچیان زمینی مستقر می‌شوند، ممکن است در طول تکامل توانایی پرواز را از دست بدهند. یکی از این نمونه‌ها باکلان بی‌پرواز است که بومی جزایر گالاپاگوس است. این فرایند هم اهمیت پرواز در دوری از شکارچیان و هم تقاضای شدید آن برای انرژی را نشان می‌دهد.